# Hydrellia viridescens
Hydrellia viridescens är en tvåvingeart som beskrevs av Robineau-desvoidy 1830. Hydrellia viridescens ingår i släktet Hydrellia och familjen vattenflugor. Inga underarter finns listade i Catalogue of Life.